# Auferstehungskirche (Innsbruck)

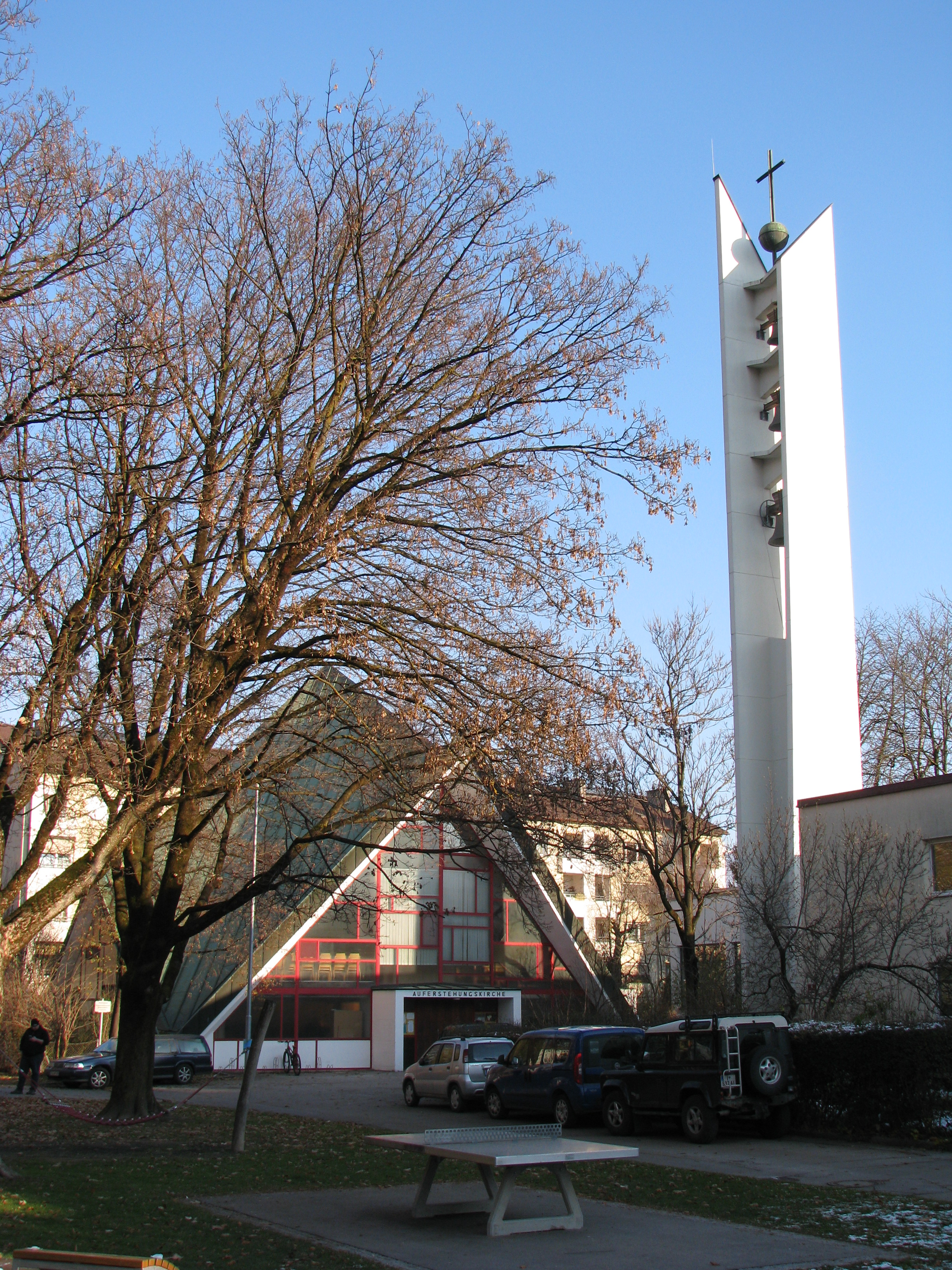
Die Auferstehungskirche von Westen

Die Auferstehungskirche ist eine evangelische Kirche im Innsbrucker Stadtteil Reichenau. Sie wurde von 1962 bis 1964 nach Plänen von Charlotte und Karl Pfeiler errichtet und steht unter Denkmalschutz.

## Geschichte
Seit dem Zweiten Weltkrieg stieg die evangelische Bevölkerung in Tirol, insbesondere durch Vertriebene, stark an. In den 1950er Jahren lebten rund 13.000 Protestanten in Tirol, der Großteil davon in Innsbruck, wo es nur eine Pfarrgemeinde gab. Als 1959 die Olympischen Winterspiele 1964 nach Innsbruck vergeben wurden, entschloss sich der Innsbrucker Pfarrer Liebenwein, eine zweite evangelische Kirche neben der Christuskirche zu errichten. Unter dem Projektnamen „Olympiakirche“ wurde im Herbst 1962 mit dem Bau begonnen. Als Standort wurde der stark wachsende Stadtteil Reichenau unweit des Olympischen Dorfes gewählt. Finanzielle Unterstützung für den Bau kam von evangelischen Gliedkirchen in Deutschland, insbesondere von der Evangelischen Kirche in Hessen und Nassau. Am 19. Jänner 1964, zehn Tage vor der Eröffnung der Olympischen Spiele, wurde die Kirche vom oberösterreichischen Superintendenten Wilhelm Mensing-Braun eingeweiht. Während der Spiele diente sie als Gottesdienstzentrum für die evangelischen Teilnehmer und Besucher, die neben den Innsbrucker Pfarrern von je einem schwedischen, englischen und ungarischen Pfarrer betreut wurden.
1968 wurde des Pfarr- und Gemeindehaus errichtet. Im selben Jahr wurde die Auferstehungskirche aus der Muttergemeinde der Christuskirche ausgegliedert und zunächst Tochtergemeinde, 1970 schließlich selbstständige Pfarrgemeinde.
2023–2024 wurde die Kirche unter Leitung der Architekten Johannes Schmidt und Peter Edlinger generalsaniert und an das Fernwärmenetz angeschlossen.

## Beschreibung

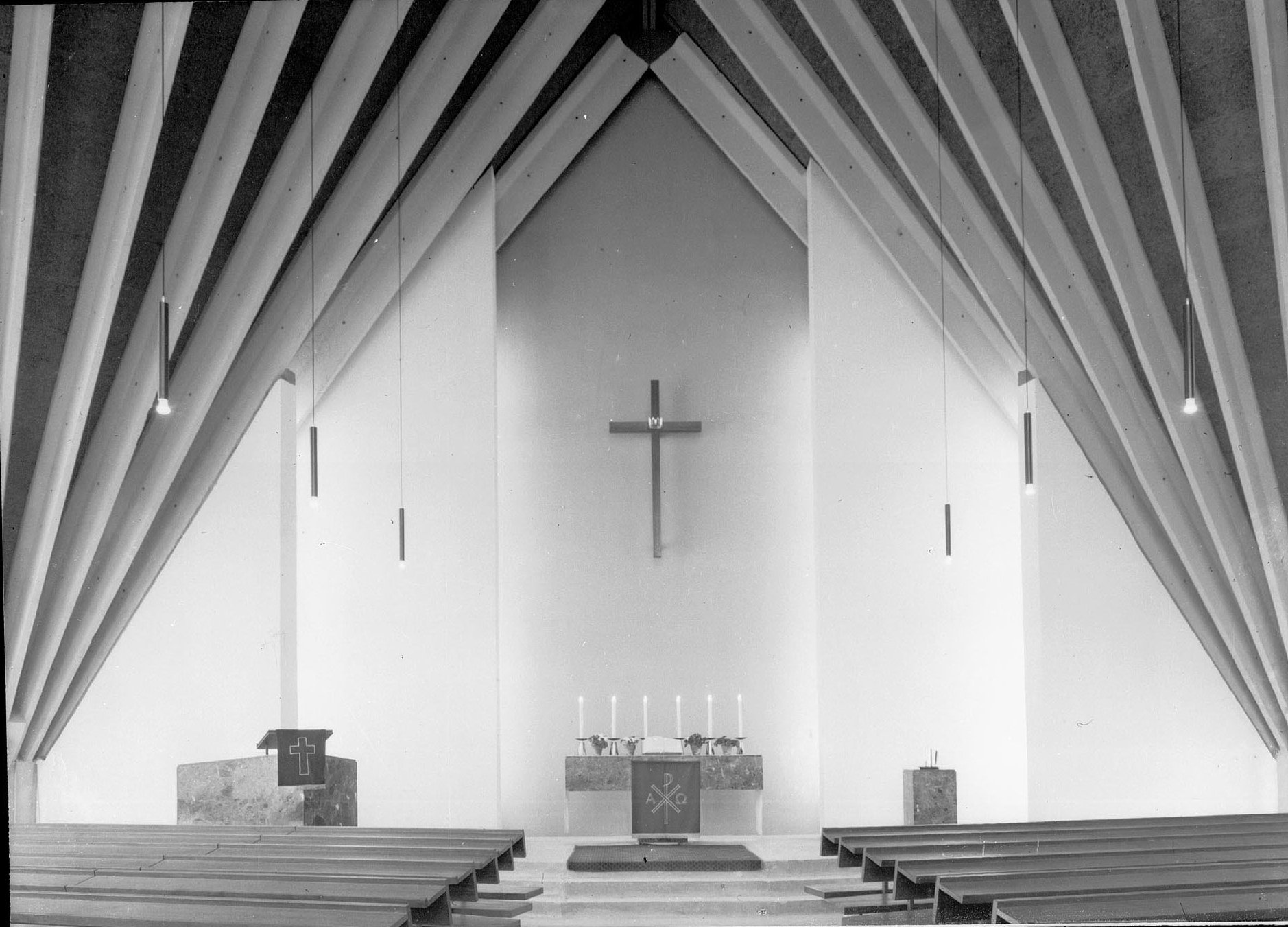
Innenansicht, Blick zum Altar (1966)

Das zeltförmige Kirchengebäude besteht aus einem steilen, kupfergedeckten Rhombendach über einem annähernd quadratischen Grundriss. Die Giebelwände sind auf drei Seiten fast vollständig mit teils farbigen Glasfenstern versehen, lediglich die Nordostseite, die die Altarwand bildet, ist eine geschlossene Mauerfläche. Über dem Eingang im Südwesten ist das Zeltdach vorgezogen.
Der schlanke, freistehende Glockenturm weist pultförmige Spitzen auf und ist mit Weltkugel und Kreuz bekrönt. Im Turm hängen drei Glocken, die von der Glockengießerei Grassmayr gegossen wurden und ein Geschenk der Pfarrgemeinde Siglingen in Baden-Württemberg waren.
Der weitgehend schmucklose Innenraum ist von einem fächerartigen Gerüst aus schlanken Stahlbetonrippen geprägt. Der Altarbereich im Nordosten ist um drei Stufen erhöht, über dem Altar hängt ein massives Holzkreuz. Die Kanzel besteht aus poliertem Serpentinmarmor. Auf der Südwestseite über dem Eingang befindet sich die von Rundpfeilern getragene Empore, die weit in den Raum vorkragt. 

## Orgel
1996 erhielt die Auferstehungskirche eine Schleifladen-Orgel der Firma Orgelbau Pirchner in Steinach am Brenner. Das Instrument weist die folgende Disposition auf:
| I Manual C–g3 |             |        |
| 1.            | Bordun      | 16′    |
| 2.            | Principal   | 08′    |
| 3.            | Rohrflöte   | 08′    |
| 4.            | Oktave      | 04′    |
| 5.            | Quinte      | 02 ⁄3′ |
| 6.            | Superoktave | 02′    |
| 7.            | Mixtur      | 01 ⁄3′ |
| 8.            | Trompete    | 08′    |

| II Manual C–g3 |           |        |
| 1.             | Gedeckt   | 8′     |
| 2.             | Principal | 4′     |
| 3.             | Rohrflöte | 4′     |
| 4.             | Nasard    | 2 ⁄3′  |
| 5.             | Doublette | 2′     |
| 6.             | Terz      | 1 3⁄5′ |
| 7.             | Scharff   | 1 ⁄3′  |
| 7.             | Cromorne  | 8′     |

| Pedal C–f1 |           |     |
| 11.        | Subbass   | 16′ |
| 12.        | Oktavbass | 08′ |
| 11.        | Fagott    | 16′ |

- Koppeln: II/I, II/P, I/P